# Gerrit Komrij
Gerrit Jan Komrij, né le 30 mars 1944 à Winterswijk et mort le 5 juillet 2012  à Amsterdam, est un peintre, poète, écrivain, traducteur, critique, polémiste et dramaturge néerlandais. Il fut « Dichter des Vaderlands (nl) » de 2000 à 2004.
Gerrit Komrij était connu pour sa virtuosité d'écriture et son style coloré. Il était également un polémiste redouté.

## Biographie

### Patrimoine
Sa riche bibliothèque a été dispersée en 2012 lors d'une vente aux enchères par Bubb Kuyper Veilingen (nl).